# Pogoń Siedlce (rugby)
MKS Pogoń Siedlce – polska drużyna rugby z siedzibą w Siedlcach będąca sekcją klubu MKS Pogoń Siedlce.

## Historia
Drużyna rugby w Siedlcach powstała w 1979 z inicjatywy Henryka Niedziółki i Jerzego Matwiejczuka. Początkowo działała pod szyldem Wojewódzkiej Federacji Sportu (WFS), potem jako zakładowa drużyna VIS, a także pod szyldem MOSiR. W 1993 stała się sekcją klubu MKS Pogoń Siedlce.
W 1987 drużyna zadebiutowała na najwyższym poziomie ligowym. W 2014 zdobyła srebrne medale mistrzostw Polski, a czterokrotnie (w latach 2017, 2018, 2019 i 2024) – brązowe. W 2025 Pogoń zdobyła pierwsze w historii mistrzostwo Polski.